# Айхельберг, Оскар
Оскар Айхельберг (нем. Oskar Eichelberg; 21 января 1845, Берлин — 30 августа 1894, Берлин) — немецкий композитор, дирижёр и музыкальный педагог.
Начинал как скрипач, в 1858 г. в возрасте семи лет выступил с концертом в Варшаве, причём был объявлен как семилетний исполнитель. Затем изучал композицию и дирижирование. В 1880-е гг. дирижёр балетных постановок в Берлинской королевской опере; в 1884 г. представил там же своё наиболее известное сочинение — двухактный балет «Нурджад» (нем. Nurjahd), отдельные номера из которого (в частности, «Черкесский танец») многократно публиковались в фортепианных переложениях. Другие произведения Айхельберга — лёгкая фортепианная музыка: «Марш графа Бисмарка», «Танец с факелами по случаю золотой свадьбы кайзера Вильгельма и императрицы Августы» и т. п.
В 1878—1888 гг. преподавал вокал в Консерватории Штерна. В 1890 г. основал в Берлине собственную музыкальную школу, среди преподавателей которой были Альфред Зорман, Ойген Зандов, Франц Пёниц, Фридрих Шпиро. После смерти Айхельберга руководил консерваторией руководил Пауль Эльгерс, в 1911 г. она объединилась с консерваторией, основанной Трауготтом Оксом (Консерватория Айхельберга-Окса).